# Oospila conversa
Oospila conversa là một loài bướm đêm trong họ Geometridae.